# جبرو
جبرو خدایی بود که طبق فهرست‌های خدا بین‌النهرین در عیلام پرستش می‌شد. با این حال، وی در هیچ منبع عیلامی گواهی نشده است.

## گواهی در بین‌النهرین
در حالی که جبرو به عنوان یک خدای عیلامی توصیف می‌شود، او منحصراً از متن‌های بین‌النهرینی شناخته می‌شود، و گواهی‌هایی از او نادر است. یک شهر عیلامی به نام جبرو وجود داشت، اما بر اساس متن تاکولتو آشوری، خدایی حامی آن اله‌های به نام جبیتو بود. این شهر در نزدیکی مرز عیلام و بابل قرار داشت و در کتیبه‌ای از امرسین آمده است که همراه با هوهنور تخریب شده است، که گمان می‌رود مرکز آیین روهوراتر باشد.